# Psiquiatria forense
Psiquiatria Forense é uma área de atuação da Psiquiatria, que atua na interface entre a Medicina e o Direito .  Para se tornar especialista em psiquiatria forense é necessário ter o Registro de Qualificação de Especialista (RQE), que é concedido após a conclusão da residência médica ou mediante aprovação em prova de título da especialidade . Essa exigência se aplica a profissionais já formados em Medicina. A formação dos psiquiatras forenses no Brasil surgiu com base nas práticas assistenciais conduzidas em manicômios judiciários. No Brasil, o professor José Geraldo Vernet Taborda criou, em 2006, no Rio Grande do Sul, a residência com área de atuação em psiquiatria forense, realizada após o término da formação psiquiátrica geral. Atualmente existem programas específicos de residência em psiquiatria forense nos Estados do Rio Grande do Sul, São Paulo, Rio de Janeiro e Minas Gerais.   
A Psiquiatria Forense, ontologicamente, pode ser considerada como parte tanto da psiquiatria quanto da medicina legal, fazendo uma interface entre a Medicina e o Direito, inclusive auxiliando na execução e elaboração de leis. A interface entre a Psiquiatria e o Direito é complexa, pois, enquanto a terminologia médica abrange o estado do paciente em uma graduação que varia de severo a plenamente saudável, a linguagem jurídica é caracterizada por uma dicotomia: o indivíduo é considerado capaz ou incapaz, requer ou não internação, representa ou não uma ameaça. Ao ser chamado para auxiliar na solução de uma demanda judicial, o Psiquiatra Forense vale-se de seu conhecimento e arte, sempre tendo como referencial ético a maior veracidade, a serviço da justiça.  
O psiquiatra forense tem como objeto de sua atuação avaliar o estado mental dos indivíduos e analisar suas competências para o exercício de direitos, deveres ou atividades das quais decorram repercussões na esfera jurídica. Um psiquiatra forense pode atuar nas diferentes áreas do Direito (civil, criminal, militar, trabalhista, previdenciária, administrativa), identificando e compreendendo a relação dos transtornos mentais com os princípios legais vigentes, compreendendo a influência dos transtornos psiquiátricos sobre a capacidade civil, laboral, imputabilidade penal, dentre outras possibilidades. 
A Psiquiatria, dentre as especialidades médicas, apresenta significativo vínculo com o Direito, já que os transtornos psiquiátricos podem influenciar o comportamento dos indivíduos.  
Do ponto de vista histórico, a psiquiatria clínica e a psiquiatria forense remetem-se à mesma tradição histórica.  
A Psiquiatria, como campo da medicina que se dedica ao estudo e tratamento dos transtornos mentais, enfrenta uma série de dilemas éticos complexos. Estes dilemas muitas vezes surgem devido à natureza delicada das questões envolvidas, como a privacidade do paciente, a autonomia individual, a coerção em tratamentos, a prescrição de medicamentos psicotrópicos e a estigmatização associada aos transtornos mentais, e a Psiquiatria Forense representa papel importante nessas discussões .   
Uma das questões mais importantes debatidas no campo da psiquiatria forense são as internações involuntárias. A questão das internações involuntárias é um tema complexo e delicado, envolvendo considerações éticas, legais e clínicas. De acordo com a Lei 10.216, de 2001, que dispõe sobre a proteção e os direitos das pessoas portadoras de transtornos mentais e redireciona o modelo assistencial em saúde mental, são considerados os seguintes tipos de internação psiquiátrica:    
I - internação voluntária: aquela que se dá com o consentimento do usuário;
II - internação involuntária: aquela que se dá sem o consentimento do usuário e a pedido de terceiro; e
III - internação compulsória: aquela determinada pela Justiça.
As internações involuntárias na psiquiatria levantam questões éticas fundamentais relacionadas à autonomia, avaliação clínica, proteção dos direitos civis e disponibilidade de recursos. O equilíbrio entre a necessidade de intervenção para garantir a segurança e o respeito aos direitos individuais é um desafio constante que exige cuidadosa consideração e regulamentação adequada.    
A psiquiatria forense, atuando como uma interface entre o campo jurídico e a psiquiatria, deve aspirar a um estado de equilíbrio e adequação entre a proteção individual e a proteção da sociedade. Nesse sentido, impor uma medida contra a vontade de um indivíduo, seja através de tratamento coercitivos, como a internação involuntária ou compulsória, ou limitar seus direitos civis, representa invariavelmente um ato de coerção. No entanto, é um ato que, em determinadas circunstâncias, pode ser considerado necessário para salvaguardar tanto o próprio indivíduo quanto a coletividade.    